# Clos de la Roche
Der Clos de la Roche ist eine als Grand Cru eingestufte Weinlage an der Côte d’Or im französischen Weinbaugebiet Burgund. Er liegt in der Gemeinde Morey-Saint-Denis und besitzt eine eigene Appellation. Diese umfasst eine Fläche von 16,9 Hektar. Erzeugt wird ausschließlich Rotwein. Der Name spielt auf die zahlreichen Felsbrocken an, mit denen der Boden durchsetzt ist.

## Lage, Klima und Boden
Der Clos de la Roche befindet sich auf einem leicht ansteigenden Osthang in 270 bis 300 m Höhe über dem Meeresspiegel. Im Norden grenzt er an die Premier-Cru-Lage Aux Combottes von Gevrey-Chambertin, südlich schließt sich der Clos Saint-Denis an. Die Appellation umfasst neben dem historischen Clos de la Roche (4,56 ha) noch die Weinlagen Monts-Luisants-Bas (3,74 ha), Les Mochamps (2,56 ha), Les Froichots, Les Fremières und Les Chabiots. Sie besteht aus 110 Parzellen, die sich ca. 40 Besitzer teilen. Die größten Anteile besitzen die in Morey-Saint-Denis ansässigen Domänen Jean-Marie Ponsot (3,4 ha), Dujac (1,95 ha), Pierre Amiot (1,2 ha) und Georges Lignier (1 ha). Hinzu kommen 1,65 ha von Coquard-Loison-Fleurot aus Flagey-Echézeaux und 1,48 ha der Domaine Armand Rousseau aus Gevrey-Chambertin. Im Jahr 1989 erwarb die Domaine Leroy 0,67 ha, und seit 1991 besitzen die Hospices de Beaune 0,44 Hektar im Clos de la Roche (Cuvèe Georges Kritter). Die Fläche wurde mit Hilfe eines Vermächtnisses des Mitbegründers der Sektmarke Kriter erworben. Die meisten Parzellen sind quer zum Hang ausgerichtet. 
Das Klima wird dem burgundischen Übergangsklima zugerechnet, bei dem kontinentale Einflüsse gegenüber maritimen überwiegen. Die zumeist trockenen und heißen Sommer lassen den Pinot Noir zwar ausreifen, große Jahrgänge entstehen aber nur, wenn kein Regen im Herbst die Lese beeinträchtigt. Bedingt durch die reine Ostlage ist das Mikroklima verhältnismäßig kühl, aber gleichzeitig geschützt vor Spätfrösten.
Der Clos de la Roche besitzt eine braune, kalkhaltige Bodenauflage, die stellenweise nur 30 cm dick ist. Darunter finden sich große Felsstücke (roches), die der Lage ihren Namen gegeben haben. Der Jura-Unterboden stammt aus der Epoche des Bajocium. Sein Gehalt an Lehm entspricht demjenigen des Clos Saint-Denis und des Chambertin.

## Wein

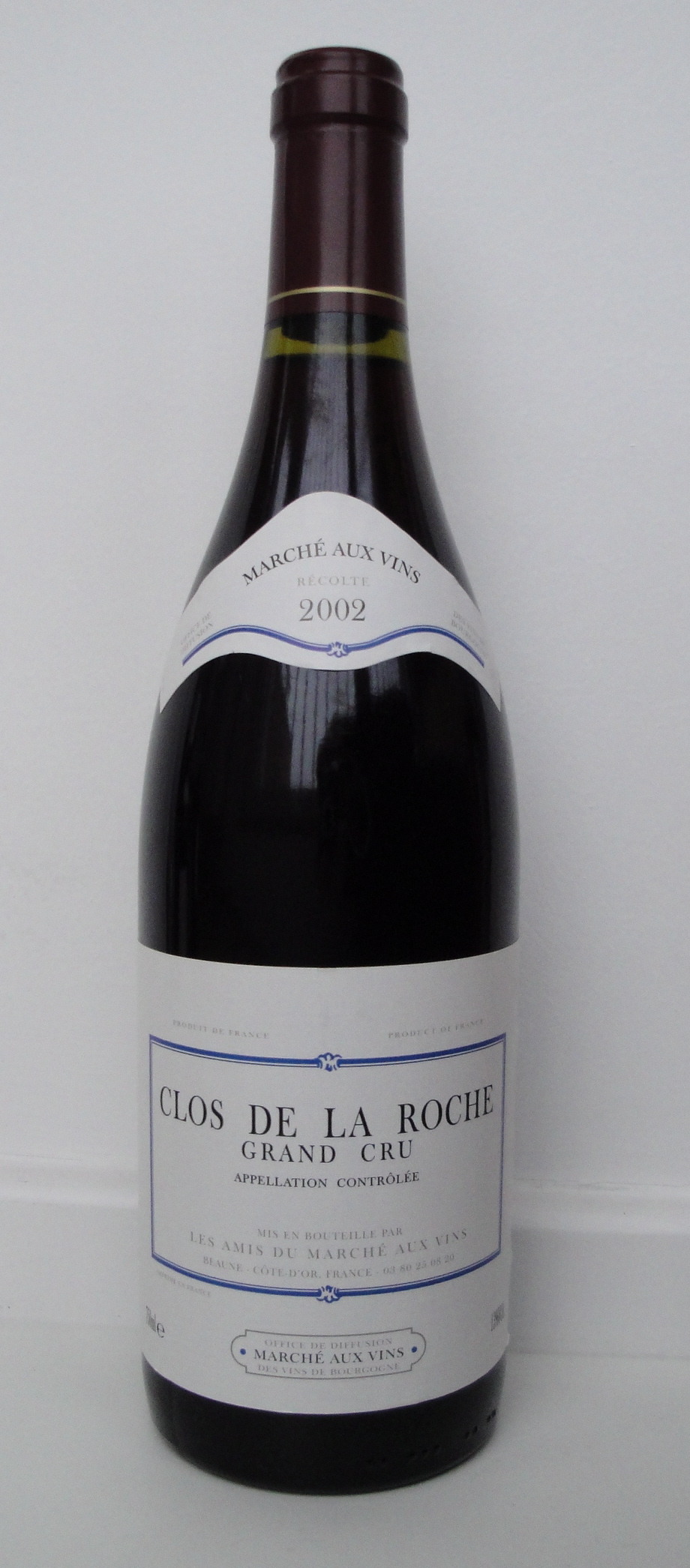
Clos de la Roche, Jahrgang 2002

Der Clos Saint-Denis wird in der Regel ausschließlich aus Pinot Noir erzeugt. Als weitere Rebsorten sind Pinot Liébault und Pinot Beurot zugelassen. Theoretisch dürfen bis zu 15 % weiße Trauben (Chardonnay, Pinot Gris und Pinot Blanc) verwendet werden. Der natürliche Alkoholgehalt muss mindestens 11,5 Vol.-% betragen. Die Chaptalisation ist – wie überall in Burgund – erlaubt. Der Basisertrag beträgt jährlich 35 Hektoliter je Hektar. Dieser Wert darf maximal um 20 % überschritten werden. In den Jahren 2000 bis 2004 wurden im Mittel jährlich 589 Hektoliter erzeugt, also 36 hl/ha. Damit liefert der Grand Cru gut 76.500 Flaschen pro Jahr.
Von Weinkennern werden die Weine des Clos de la Roche potentiell als die kraftvollsten, tiefsten und langlebigsten von Morey-Saint-Denis bezeichnet. In guten Jahrgängen kann der Wein eine dunkle rubinrote Farbe und ein komplexes, fruchtbetontes Bukett entwickeln. Er besitzt dann eine große geschmackliche Intensität. Die stilistischen und qualitativen Unterschiede der einzelnen Erzeuger sind jedoch beachtlich, weshalb Verallgemeinerungen von Weinkennern in der Regel vermieden werden.

## Geschichte
Eine Ummauerung des Weinbergs, auf die der Namensbestandteil „Clos“ in der Regel hinweist, hat vermutlich nie existiert. Das Wort „Clos“ war vielmehr im Mittelalter eine allgemeine Bezeichnung für eine Weinlage in Burgund. 1855 klassifizierte Dr. Jules Lavalle den Weinberg als 1ère Cuvée, also als erstrangige Lage. Ähnlich wie der Clos Saint-Denis wurde er im 19. und 20. Jahrhundert zu einem „bäuerlichen“ Weinberg. Heute gehört der größere Teil der Weinbergslage Winzern aus der Gemeinde Morey-Saint-Denis. Das Rebland, zumal in Grand-Cru-Lagen, hat in den letzten Jahrzehnten enorm an Wert gewonnen. Im Jahr 1990 wurde der Hektar im Clos de la Roche mit 15 Mio. Francs bewertet (gut 2,3 Mio. Euro), auf dem gleichen Preisniveau wie Bonnes Mares, aber über dem Clos Saint-Denis. 
Den Status eines Grand Cru erhielt der Clos de la Roche im Jahre 1936. Das Dekret über die Appellation Contrôlée erfasst gleichzeitig die benachbarten Grands Crus Bonnes Mares und Clos Saint-Denis. Durch Hinzufügung mehrerer Nachbarlagen wurde der Clos de la Roche dabei von 4,57 auf 15,34 Hektar erweitert. Die Nachbarlagen galten nicht unbedingt als qualitativ gleichwertig, die Abgrenzung war vor allem das Ergebnis eines längeren lokalpolitischen Tauziehens. Im Jahr 1971 wurde er nochmals um 0,95 ha vergrößert: Die zwischen Grands Crus eingekeilte Lage Genavrières wurde ihm zugeschlagen. 